# President d'Àustria
El President Federal d'Àustria és el cap d'estat d'Àustria.

## Llista de Presidents d'Àustria

### Presidents de la Primera República (1918-1938)
|    | President                    | President               | Inici del mandat       | Fi del mandat          | Partit |
| -- | ---------------------------- | ----------------------- | ---------------------- | ---------------------- | ------ |
| -  | Cap, govern provisional      | Cap, govern provisional | 12 de novembre de 1918 | 5 de març de 1919      | -      |
| 1. | Karl Seitz (1869-1950)       |                         | 5 de març de 1919      | 9 de desembre de 1920  | SDAPÖ  |
| 2. | Michael Hainisch (1858-1940) |                         | 9 de desembre de 1920  | 10 de desembre de 1928 | (cap)  |
| 3. | Wilhelm Miklas (1872-1956)   |                         | 10 de desembre de 1928 | 13 de març de 1938     | CS     |

### Presidents de la Segona República (1945-present)

Bandera usada per l'exèrcit austríac per a indicar la presència del President o d'un membre del govern

|          | President                                                  | President               | Inici del mandat       | Fi del mandat           | Partit            |
| -------- | ---------------------------------------------------------- | ----------------------- | ---------------------- | ----------------------- | ----------------- |
| -        | Cap, govern provisional                                    | Cap, govern provisional | 27 d'abril de 1945     | 20 de desembre de 1945  | -                 |
| 4. (1.)  | Karl Renner (1870-1950)                                    |                         | 20 de desembre de 1945 | 31 de desembre de 1950† | SPÖ               |
| -        | Leopold Figl (interí) (1902-1965)                          |                         | 31 de desembre de 1950 | 21 de juny de 1951      | ÖVP               |
| 5. (2.)  | Theodor Körner (1873-1957)                                 |                         | 21 de juny de 1951     | 4 de gener de 1957†     | SPÖ               |
| -        | Julius Raab (interí) (1891-1964)                           |                         | 4 de gener de 1957     | 22 de maig de 1957      | ÖVP               |
| 6. (3.)  | Adolf Schärf (1890-1965)                                   |                         | 22 de maig de 1957     | 28 de febrer de 1965†   | SPÖ               |
| -        | Josef Klaus (interí) (1910-2001)                           |                         | 28 de febrer de 1965   | 9 de juny de 1965       | ÖVP               |
| 7. (4.)  | Franz Jonas (1899-1974)                                    |                         | 9 de juny de 1965      | 24 d'abril de 1974†     | SPÖ               |
| -        | Bruno Kreisky (interí) (1911-1990)                         |                         | 24 d'abril de 1974     | 8 de juliol de 1974     | SPÖ               |
| 8. (5.)  | Rudolf Kirchschläger (1915-2000)                           |                         | 8 de juliol de 1974    | 8 de juliol de 1986     | SPÖ               |
| 9. (6.)  | Kurt Waldheim (1915-2007)                                  |                         | 8 de juliol de 1986    | 8 de juliol de 1992     | ÖVP               |
| 10. (7.) | Thomas Klestil (1932-2004)                                 |                         | 8 de juliol de 1992    | 6 de juliol de 2004†    | ÖVP               |
| -        | Andreas Khol Barbara Prammer i Thomas Prinzhorn (interins) |                         | 6 de juliol de 2004    | 8 de juliol de 2004     | Diferents partits |
| 11. (8.) | Heinz Fischer (1938)                                       |                         | 8 de juliol de 2004    | 8 de juliol de 2016     | SPÖ               |
| -        | Doris Bures Karlheinz Kopf i Norbert Hofer (interins)      |                         | 8 de juliol de 2016    | 26 de gener de 2017     | Diferents partits |
| 12. (9.) | Alexander Van der Bellen (1944)                            |                         | 26 de gener de 2017    | actualitat              | Els Verds         |